# Nekrolog Juni 2019
Nekrolog
◄◄
| ◄
| 2015
| 2016
| 2017
| 2018
| 2019 | 2020 | 2021 | 2022 | 2023 | ►
Januar |
Februar |
März |
April |
Mai |
Juni |
Juli |
August |
September |
Oktober |
November |
Dezember 2019
Weitere Ereignisse | Allgemeiner Nekrolog 2019
Die Beschreibung der verstorbenen Person sollte so kurz wie möglich gehalten sein und nur deren signifikante Tätigkeit(en) enthalten.
Neue Namen ggf. auch unter dem Geburts- und Sterbedatum, also etwa unter 1. Januar und im Geburts- und Sterbejahr (2024) eintragen (nur bei entsprechender großer Wichtigkeit). Für Beispiele siehe die schon vorhandenen Artikel.
Außerdem über die fünf zuletzt Verstorbenen, zu denen es einen ausreichend guten Artikel für eine Präsentation auf der Hauptseite gibt, nach der todesbedingten Überarbeitung der Artikel ggf. auch unter Wikipedia Diskussion:Hauptseite informieren und sie am besten auch in den anderen Wikipedia-Sprachversionen eintragen. Tipp: Regelmäßig bei news.google.de nach „ist tot“, „gestorben“ oder „verstorben“ suchen.
Wenn eine Person gestorben ist, gibt es viele Seiten zu dieser Person in der Wikipedia, die davon auch betroffen sind und entsprechend aktualisiert werden müssen. Beispiele: Namenübersichtsseite, Geburtsjahr, Geburtsort-Seiten und viele mehr.
Wie finde ich die betroffenen Seiten?
Im Suchfeld auf der linken Seite gibt man den Suchbegriff so ein: „Vorname Nachname“. Dann klickt man auf Volltext und alle Seiten mit entsprechendem Suchtext werden aufgerufen. Hier sieht man dann schnell, wo auch das Todesjahr Sinn macht oder sogar ein Teil des Artikels angepasst werden muss. Auch hilft das „Werkzeug“ auf der linken Seite sehr gut, um solche Seiten aufzufinden: „Links auf diese Seite“. Somit ist die Wikipedia wieder aktuell in allen Bereichen! Hinweis: bei Eintragung der Kategorie „Gestorben JAHR“ wird der Missbrauchsfilter 49 ausgelöst, was jedoch nicht schlimm ist. Siehe: Spezial:Missbrauchsfilter/49
Dies ist eine Liste von im Juni 2019 verstorbenen bekannten Persönlichkeiten. Die Einträge erfolgen innerhalb der einzelnen Daten alphabetisch sortiert. Tiere sind im Nekrolog für Tiere zu finden.

## Juni
Bearbeitungshinweis: Neue Todesfälle bitte nach Tagen geordnet eintragen. Die Todesfälle desselben Tages bitte in alphabetischer Reihenfolge absteigend einfügen.
| Tag      | Name                                   | Beruf, bekannt als                                                                                 | Alter | Beleg                   |
| -------- | -------------------------------------- | -------------------------------------------------------------------------------------------------- | ----- | ----------------------- |
| 30. Juni | Max Beck                               | liechtensteinischer Rennrodler                                                                     | 67    |                         |
| 30. Juni | David Binder                           | US-amerikanischer Journalist                                                                       | 88    |                         |
| 30. Juni | Momir Bulatović                        | montenegrinischer Politiker                                                                        | 62    |                         |
| 30. Juni | Rolf Dieffenbach                       | deutscher Motocrossfahrer                                                                          | 68    |                         |
| 30. Juni | Carlin Dunne                           | US-amerikanischer Motorradrennfahrer                                                               | 36    |                         |
| 30. Juni | Brigitte Eiermann                      | deutsche Architektin                                                                               | 95    |                         |
| 30. Juni | Mitchell Feigenbaum                    | US-amerikanischer Physiker                                                                         | 74    |                         |
| 30. Juni | David Koloane                          | südafrikanischer Künstler                                                                          | 81    |                         |
| 30. Juni | Wolfgang Klähn                         | deutscher Maler, Dichter und Komponist                                                             | 89    |                         |
| 30. Juni | Klaus Jürgen Maack                     | deutscher Unternehmer                                                                              | 81    |                         |
| 30. Juni | Essam El-Magd                          | ägyptisch-deutscher Werkstoffkundler                                                               | 77    |                         |
| 30. Juni | Borka Pavićević                        | jugoslawische bzw. serbische Kulturschaffende                                                      | 72    |                         |
| 30. Juni | Jaime Ribeiro                          | osttimoresischer Freiheitskämpfer                                                                  | 60    |                         |
| 30. Juni | Carl Eduard Schünemann                 | deutscher Buch- und Zeitungsverleger, Kunstsammler und Mäzen                                       | 95    |                         |
| 30. Juni | Ebou Momar Taal                        | gambischer Diplomat                                                                                | 82    |                         |
| 30. Juni | Anne Vanderlove                        | französische Sängerin und Songwriterin                                                             | 75    |                         |
| 30. Juni | George Veronis                         | US-amerikanischer Geophysiker                                                                      | 93    |                         |
| 30. Juni | Óscar Zolezzi                          | argentinischer Ruderer                                                                             | 94    |                         |
| 29. Juni | Luis Alvarez                           | US-amerikanischer Polizist und Aktivist                                                            | 53    |                         |
| 29. Juni | Jaya Arunachalam                       | indische Aktivistin                                                                                | 84    |                         |
| 29. Juni | Edward Branigan                        | US-amerikanischer Filmwissenschaftler                                                              | 74    |                         |
| 29. Juni | Antonio Calzada Urquiza                | mexikanischer Diplomat und Politiker                                                               | 87    |                         |
| 29. Juni | Helmuth Coqui                          | deutscher Politiker                                                                                | 83    |                         |
| 29. Juni | Simon Dawbarn                          | britischer Diplomat                                                                                | 95    |                         |
| 29. Juni | Gary Duncan                            | US-amerikanischer Gitarrist und Sänger                                                             | 72    |                         |
| 29. Juni | Dieter Enders                          | deutscher Chemiker                                                                                 | 73    |                         |
| 29. Juni | Günter Freundl                         | deutscher Gynäkologe                                                                               | 81    |                         |
| 29. Juni | Florijana Ismaili                      | Schweizer Fußballspielerin                                                                         | 24    |                         |
| 29. Juni | Jeon Mi-seon                           | südkoreanische Schauspielerin                                                                      | 48    |                         |
| 29. Juni | Ireneusz Kluczek                       | polnischer Leichtathlet                                                                            | 79    |                         |
| 29. Juni | Fritz Kollorz                          | deutscher Politiker                                                                                | 74    |                         |
| 29. Juni | Jesper Langberg                        | dänischer Schauspieler                                                                             | 78    |                         |
| 29. Juni | Hans Werner Lautenschlager             | deutscher Diplomat                                                                                 | 92    |                         |
| 29. Juni | Helmut Liedermann                      | österreichischer Diplomat                                                                          | 92    |                         |
| 29. Juni | Guillermo Mordillo                     | argentinischer Zeichner                                                                            | 86    |                         |
| 29. Juni | Dominique Motte                        | französischer Radrennfahrer                                                                        | 79    |                         |
| 29. Juni | Klaus Prange                           | deutscher Erziehungswissenschaftler                                                                | 80    |                         |
| 29. Juni | Whitney North Seymour Jr.              | US-amerikanischer Politiker und Jurist                                                             | 95    |                         |
| 29. Juni | Carla Wartenberg                       | britische Übersetzerin                                                                             | 85    |                         |
| 28. Juni | Paul Benjamin                          | US-amerikanischer Schauspieler                                                                     | 81    |                         |
| 28. Juni | Şükrü Birand                           | türkischer Fußballspieler                                                                          | 75    |                         |
| 28. Juni | Ferdinand Heidkamp                     | deutscher Fußballspieler                                                                           | 74    |                         |
| 28. Juni | Elisabeth Jäger                        | österreichisch-deutsche Widerstandskämpferin                                                       | 94    |                         |
| 28. Juni | Richard Kaiser                         | österreichischer Politiker                                                                         | 84    |                         |
| 28. Juni | Franco Mondini                         | italienischer Jazzmusiker und Journalist                                                           | 83    |                         |
| 28. Juni | Dietrich Severin                       | deutscher Maschinenbauingenieur                                                                    | 84    |                         |
| 28. Juni | Shizuteru Ueda                         | japanischer Philosoph                                                                              | 93    |                         |
| 29. Juni | Charles B. Duke                        | US-amerikanischer Physiker                                                                         | 81    |                         |
| 28. Juni | Manfred Göthert                        | deutscher Arzt und Pharmakologe                                                                    | 79    |                         |
| 28. Juni | Anita Hansemann                        | Schweizer Autorin                                                                                  | 56    |                         |
| 28. Juni | Lisa Martinek                          | deutsche Schauspielerin                                                                            | 47    |                         |
| 28. Juni | Nāser Houshmand Vaziri                 | iranischer Bildhauer                                                                               | 73    |                         |
| 27. Juni | Rodolfo Opazo                          | chilenische Maler und Bildhauer                                                                    | 84    |                         |
| 27. Juni | Gabor Benedek                          | ungarisch-deutscher Architekt und Karikaturist                                                     | 80    |                         |
| 27. Juni | Peter Berceller                        | österreichischer Schriftsteller                                                                    | 88    |                         |
| 27. Juni | David Golomb                           | israelischer Politiker                                                                             | 86    |                         |
| 27. Juni | Hans Herbert Hartwieg                  | deutscher Maler                                                                                    | 96    |                         |
| 27. Juni | Vukica Mitić                           | jugoslawische Basketballspielerin                                                                  | 65    |                         |
| 27. Juni | Erwin Muff                             | Schweizer Politiker                                                                                | 84    |                         |
| 27. Juni | Hartmut Nickel                         | deutscher Eishockeyspieler und -trainer                                                            | 74    |                         |
| 27. Juni | Vijaya Nirmala                         | indische Schauspielerin                                                                            | 73    |                         |
| 27. Juni | Justin Raimondo                        | US-amerikanischer Journalist und Kommentator                                                       | 67    |                         |
| 27. Juni | Hella Sketchy                          | US-amerikanischer Rapper                                                                           | 18    |                         |
| 27. Juni | Louis Thiry                            | französischer Organist und Komponist                                                               | 84    |                         |
| 26. Juni | Guido Allgaier                         | Schweizer Gitarrist und Arrangeur                                                                  | 63    |                         |
| 26. Juni | Käthe Bachler                          | österreichische Lehrerin und Rutengängerin                                                         | 96    |                         |
| 26. Juni | Fletcher Benton                        | US-amerikanischer Bildhauer                                                                        | 88    |                         |
| 26. Juni | Carlito Cenzon                         | philippinischer Bischof                                                                            | 80    |                         |
| 26. Juni | Beth Chapman                           | US-amerikanische Kopfgeldjägerin und Reality-TV-Darstellerin                                       | 51    |                         |
| 26. Juni | Ivan Cooper                            | nordirischer Politiker                                                                             | 75    |                         |
| 26. Juni | Salomon Finkelstein                    | deutscher Holocaustüberlebender                                                                    | 96    |                         |
| 26. Juni | Tony Hall                              | britischer Musikjournalist und -produzent                                                          | 91    |                         |
| 26. Juni | Gunter Herrmann                        | deutscher Maler, Graphiker und Restaurator                                                         | 80    |                         |
| 26. Juni | Hans-Joachim Heusinger                 | deutscher Politiker                                                                                | 94    |                         |
| 26. Juni | Haralambos Holidis                     | griechischer Ringer                                                                                | 62    |                         |
| 26. Juni | Nurmuchamet Nigmatullin                | russischer baschkirischer Mufti                                                                    | 72    |                         |
| 26. Juni | Rolf Rattunde                          | deutscher Jurist                                                                                   | 62    |                         |
| 26. Juni | Rudolf L. Reiter                       | deutscher Maler und Bildhauer                                                                      | 75    |                         |
| 26. Juni | Rolf Urs Ringger                       | Schweizer Komponist und Publizist                                                                  | 84    |                         |
| 26. Juni | Friedrich Schmidt-Bleek                | deutscher Chemiker                                                                                 | 86    |                         |
| 26. Juni | Maja Schulze                           | österreichische Unternehmerin, Trockenanglerin und Bogenschützin                                   | 86    |                         |
| 26. Juni | Hans Wolfgang Schumann                 | deutscher Diplomat und Indologe                                                                    | 91    |                         |
| 26. Juni | Édith Scob                             | französische Schauspielerin                                                                        | 81    |                         |
| 26. Juni | Tadao Takashima                        | japanischer Schauspieler                                                                           | 88    |                         |
| 26. Juni | Peter Westergaard                      | US-amerikanischer Komponist und Musiktheoretiker                                                   | 88    |                         |
| 26. Juni | Max Wright                             | US-amerikanischer Schauspieler                                                                     | 75    |                         |
| 26. Juni | Winfried Zehetmeier                    | deutscher Politiker, Pädagoge und Autor                                                            | 86    |                         |
| 25. Juni | Alinaghi Alikhani                      | iranischer Politiker                                                                               | 90    |                         |
| 25. Juni | Arthur Candy                           | neuseeländischer Radrennfahrer                                                                     | 85    |                         |
| 25. Juni | Henriette Cohen                        | französische Holocaustüberlebende                                                                  | 101   |                         |
| 25. Juni | Giuseppe Fabiani                       | italienischer Bischof                                                                              | 92    |                         |
| 25. Juni | Francisco Freitas                      | osttimoresischer Unabhängigkeitsaktivist                                                           | 85    |                         |
| 25. Juni | Hadwig Hörner                          | deutsche Klassische Philologin                                                                     | 92    | [ 1 ]                   |
| 25. Juni | Bruno de Keyzer                        | französischer Kameramann                                                                           | 69    |                         |
| 25. Juni | Alix Mahieux                           | französische Schauspielerin                                                                        | 95    |                         |
| 25. Juni | Michael Maor                           | deutsch-israelischer Fotograf und israelischer Geheimdienstagent                                   | 86    |                         |
| 25. Juni | Bryan Marshall                         | britischer Schauspieler                                                                            | 81    |                         |
| 25. Juni | Kevin McKenna                          | nordirischer Republikaner und Paramilitär                                                          | 73/74 |                         |
| 25. Juni | Mato Mikić                             | jugoslawischer Politiker                                                                           | 81    |                         |
| 25. Juni | Astrid North                           | deutsche Sängerin                                                                                  | 46    |                         |
| 25. Juni | Hanfried Oertel                        | deutscher Leichtathlet                                                                             | 93    |                         |
| 25. Juni | Alla Pokrowskaja                       | sowjetische bzw. russische Theater- und Filmschauspielerin, Bühnenregisseurin und Theaterpädagogin | 81    |                         |
| 25. Juni | Ivan Prpić                             | jugoslawischer Mediziner                                                                           | 91    |                         |
| 25. Juni | Isabel Sarli                           | argentinische Schauspielerin                                                                       | 83    |                         |
| 25. Juni | Rolf Schwarz-Schütte                   | deutscher Unternehmer und Mäzen                                                                    | 98    |                         |
| 25. Juni | Ringaudas Bronislovas Songaila         | litauischer Politiker                                                                              | 90    |                         |
| 25. Juni | Eurig Wyn                              | britischer Politiker                                                                               | 74    |                         |
| 24. Juni | Hans Bonka                             | deutscher Reaktoringenieur                                                                         | 84    |                         |
| 24. Juni | Joan M. Dixon                          | australische Zoologin                                                                              | 82    | doi:10.7882/AZ.2021.018 |
| 24. Juni | Billy Drago                            | US-amerikanischer Schauspieler                                                                     | 73    |                         |
| 24. Juni | Steve Dunleavy                         | australischer Journalist                                                                           | 81    |                         |
| 24. Juni | Iván Eröd                              | ungarisch-österreichischer Komponist und Pianist                                                   | 83    |                         |
| 24. Juni | Jerry Fuller                           | US-amerikanischer Jazz-Klarinettist                                                                | 89    |                         |
| 24. Juni | Christoph Georgi                       | deutscher Fotograf                                                                                 | 86    |                         |
| 24. Juni | Hubert Glaser                          | deutscher Historiker                                                                               | 90    |                         |
| 24. Juni | Megbaru Kebede                         | äthiopischer Staatsanwalt                                                                          | ?     |                         |
| 24. Juni | Rolf Köhn                              | deutscher Historiker                                                                               | 74    |                         |
| 24. Juni | Peter Kraske                           | deutscher Theologe                                                                                 | 96    |                         |
| 24. Juni | Christian Nill                         | deutscher Polizeipräsident                                                                         | 63    |                         |
| 24. Juni | Gertrud Platz                          | deutsche Archäologin                                                                               | 76    |                         |
| 24. Juni | Lothar Sachs                           | deutscher Statistiker                                                                              | 90    |                         |
| 24. Juni | Jörg Stübner                           | deutscher Fußballspieler                                                                           | 53    |                         |
| 24. Juni | Brigitte Swoboda                       | österreichische Schauspielerin                                                                     | 76    |                         |
| 24. Juni | Asaminew Tsige                         | äthiopischer General und Putschführer                                                              | ?     |                         |
| 23. Juni | Dave Bartholomew                       | US-amerikanischer Jazzmusiker, Komponist und Bandleader                                            | 100   |                         |
| 23. Juni | Marna King                             | US-amerikanische Theaterwissenschaftlerin und Publizistin                                          | 79    |                         |
| 23. Juni | Armin Klümper                          | deutscher Sportmediziner                                                                           | 84    |                         |
| 23. Juni | Liane Kotulla                          | deutsche Gebrauchsgrafikin und Illustratorin                                                       | 80    |                         |
| 23. Juni | Spiro Malas                            | griechisch-US-amerikanischer Opernsänger                                                           | 86    |                         |
| 23. Juni | Stephanie Niznik                       | US-amerikanische Schauspielerin                                                                    | 52    |                         |
| 23. Juni | Lenine Pinto                           | brasilianischer Historiker                                                                         | 89    |                         |
| 23. Juni | Naomi Quinn                            | US-amerikanische Anthropologin                                                                     | 79    |                         |
| 23. Juni | Fernando Roldán                        | chilenischer Fußballspieler                                                                        | 97    |                         |
| 23. Juni | George Rosenkranz                      | mexikanischer Chemiker und Unternehmer                                                             | 102   |                         |
| 23. Juni | Claus Schönig                          | deutscher Turkologe und Sprachwissenschaftler                                                      | 63    |                         |
| 23. Juni | Petar Strčić                           | jugoslawischer bzw. kroatischer Historiker                                                         | 82    |                         |
| 23. Juni | Heinz-Werner Stuiber                   | deutscher Kommunikationswissenschaftler                                                            | 78    |                         |
| 23. Juni | Žarko Varajić                          | jugoslawischer Basketballspieler und -funktionär                                                   | 67    |                         |
| 23. Juni | Slavomil Vencl                         | tschechischer Archäologe                                                                           | 82    |                         |
| 22. Juni | Gizae Aberra                           | äthiopischer stellvertretender Militärführer                                                       | ?     |                         |
| 22. Juni | Jerry Carrigan                         | US-amerikanischer Schlagzeuger                                                                     | 75    |                         |
| 22. Juni | Charles S. Carver                      | US-amerikanischer Psychologe                                                                       | 71    |                         |
| 22. Juni | Luca Gansser                           | Schweizer Maler und Bildhauer                                                                      | 73    | [ 2 ]                   |
| 22. Juni | George Herman                          | US-amerikanischer Autor                                                                            | 91    |                         |
| 22. Juni | Wolfram Körner                         | deutscher Chirurg und Sammler                                                                      | 98    |                         |
| 22. Juni | Judith Krantz                          | US-amerikanische Journalistin und Schriftstellerin                                                 | 91    |                         |
| 22. Juni | Maximilian Krückl                      | deutscher Schauspieler, Drehbuchautor und Kabarettist                                              | 52    |                         |
| 22. Juni | Robert V. Levine                       | US-amerikanischer Psychologe                                                                       | 73    |                         |
| 22. Juni | Ambachew Mekonnen                      | äthiopischer Politiker                                                                             | ?     |                         |
| 22. Juni | Se'are Mekonnen                        | äthiopischer Militärführer                                                                         | ?     |                         |
| 22. Juni | Walter Neupert                         | deutscher Biochemiker und Mediziner                                                                | 79    |                         |
| 22. Juni | Alf Önnerfors                          | schwedischer Philologe                                                                             | 93    |                         |
| 22. Juni | Paulo Pagni                            | brasilianischer Schlagzeuger                                                                       | 61    |                         |
| 22. Juni | Concepción Paredes                     | spanische Leichtathletin                                                                           | 48    |                         |
| 22. Juni | Ursula Redepenning                     | deutsche Politikerin                                                                               | 74    |                         |
| 22. Juni | Zdeněk Remsa                           | tschechoslowakischer Skispringer und Skisprungtrainer                                              | 90    |                         |
| 22. Juni | Stepan Shaqaryan                       | armenischer Pianist und Komponist                                                                  | 83    |                         |
| 22. Juni | John Shearer                           | US-amerikanischer Fotograf                                                                         | 72    |                         |
| 22. Juni | Thalles                                | brasilianischer Fußballspieler                                                                     | 24    |                         |
| 22. Juni | Geoffrey Tordoff, Baron Tordoff        | britischer Politiker und Manager                                                                   | 90    |                         |
| 22. Juni | Ezez Wassie                            | äthiopischer Politiker                                                                             | ?     |                         |
| 22. Juni | Jolene Watanabe-Giltz                  | US-amerikanische Tennisspielerin                                                                   | 50    |                         |
| 21. Juni | Sílvio Baccarelli                      | brasilianischer Musikpädagoge                                                                      | 87    |                         |
| 21. Juni | Peter Ball                             | britischer anglikanischer Bischof                                                                  | 87    |                         |
| 21. Juni | Susan Bernard                          | US-amerikanisches Model, Schauspielerin und Autorin                                                | 71    |                         |
| 21. Juni | Dimitris Christofias                   | zyprischer Politiker                                                                               | 72    |                         |
| 21. Juni | Jacqui Magno                           | philippinische Jazzsängerin                                                                        | 65    |                         |
| 21. Juni | Jan Meyers                             | US-amerikanische Politikerin                                                                       | 90    |                         |
| 21. Juni | Elliot Roberts                         | US-amerikanische Musikmanager                                                                      | 76    |                         |
| 21. Juni | Fritz Schlossareck                     | deutscher Zeitungsjournalist                                                                       | 89    |                         |
| 21. Juni | Peter Selz                             | US-amerikanischer Kunsthistoriker und Museumsleiter                                                | 100   |                         |
| 21. Juni | John Vernon                            | australischer Leichtathlet                                                                         | 89    |                         |
| 21. Juni | Manfred Volland                        | deutscher Offizier                                                                                 | 86    | [ 3 ]                   |
| 20. Juni | Stephan Bender                         | deutscher Archäologe                                                                               | 53    |                         |
| 20. Juni | Wibke Bruhns                           | deutsche Journalistin und Autorin                                                                  | 80    |                         |
| 20. Juni | Anders Faager                          | schwedischer Leichtathlet                                                                          | 72    |                         |
| 20. Juni | Dumitru Focșeneanu                     | rumänischer Bobfahrer                                                                              | 83    |                         |
| 20. Juni | Hugo Gambini                           | argentinischer Journalist und Historiker                                                           | 84    |                         |
| 20. Juni | Hans Key                               | deutscher Leichtathlet                                                                             | 91    |                         |
| 20. Juni | Lothar Köth                            | deutscher Ministerialrat und Sparkassendirektor                                                    | 92    |                         |
| 20. Juni | Gunther Kress                          | britischer Linguist und Semiotiker                                                                 | 79    |                         |
| 20. Juni | Peter Matić                            | österreichischer Schauspieler und Synchronsprecher                                                 | 82    |                         |
| 20. Juni | Gerald Messlender                      | österreichischer Fußballspieler                                                                    | 57    |                         |
| 20. Juni | Bruno Molitor                          | deutscher Wirtschaftswissenschaftler                                                               | 92    |                         |
| 20. Juni | Michael Schulte                        | deutscher Schriftsteller                                                                           | 78    | [ 4 ]                   |
| 20. Juni | Werner Simmling                        | deutscher Politiker                                                                                | 74    |                         |
| 20. Juni | Rubén Suñé                             | argentinischer Fußballspieler                                                                      | 72    |                         |
| 19. Juni | Lúcio Bellentani                       | brasilianischer Gewerkschafter                                                                     | 74    |                         |
| 19. Juni | Rubens Ewald Filho                     | brasilianischer Filmkritiker, Filme- und Theatermacher                                             | 74    |                         |
| 19. Juni | Horst Haase                            | deutscher Politiker                                                                                | 85    |                         |
| 19. Juni | Helmut Klapper                         | deutscher Biologe und Limnologe                                                                    | 87    |                         |
| 19. Juni | Adrian „Lionheart“ McCallum            | britischer Wrestler                                                                                | 36    |                         |
| 19. Juni | Angelika Mertens                       | deutsche Politikerin                                                                               | 66    |                         |
| 19. Juni | Jürgen Piwowarsky                      | deutscher Richter                                                                                  | 86    |                         |
| 19. Juni | Leonid Samjatin                        | sowjetischer Diplomat                                                                              | 97    |                         |
| 19. Juni | Kenny Soderblom                        | US-amerikanischer Musiker                                                                          | 93    |                         |
| 19. Juni | Gerd Staiger                           | deutscher Schauspieler und Regisseur                                                               | 88    |                         |
| 19. Juni | Norman Stone                           | britischer Historiker                                                                              | 78    |                         |
| 19. Juni | Ernst Strom                            | deutscher Graphiker und Maler                                                                      | 90    |                         |
| 19. Juni | Galina Warlamowa                       | sowjetische bzw. russische Linguistin und Schriftstellerin                                         | 68    |                         |
| 19. Juni | Dennis White                           | englischer Fußballspieler                                                                          | 70    |                         |
| 19. Juni | Zdar                                   | französischer DJ                                                                                   | 52    |                         |
| 18. Juni | Stephen Edward Blaire                  | US-amerikanischer Bischof                                                                          | 77    |                         |
| 18. Juni | Bettina Brandi                         | deutsche Theaterwissenschaftlerin                                                                  | 66    |                         |
| 18. Juni | Hans-Heinrich Jordan                   | deutscher Politiker                                                                                | 70    |                         |
| 18. Juni | Herbert Kaess                          | deutscher Mediziner                                                                                | 87    |                         |
| 18. Juni | Joachim Knauth                         | deutscher Dramatiker, Hörspielautor und Essayist                                                   | 88    |                         |
| 18. Juni | Michael „Codse“ Malditz                | deutscher Bluesmusiker                                                                             | 67    |                         |
| 18. Juni | Alexandre Masoliver                    | spanischer Zisterziensermönch und Ordenshistoriker                                                 | 85    |                         |
| 18. Juni | Harriet Ndow                           | gambische Pädagogin und Bildungsunternehmerin                                                      | 92    |                         |
| 18. Juni | Maria Giuseppa Robucci                 | italienische Supercentenarian                                                                      | 116   |                         |
| 18. Juni | Gabriel Rodríguez                      | venezolanischer Gitarrist, Komponist und Arrangeur                                                 | 84    |                         |
| 18. Juni | Gerry Spiess                           | US-amerikanischer Segler                                                                           | 79    |                         |
| 18. Juni | Eberhard Urban                         | deutscher Autor                                                                                    | 76    |                         |
| 17. Juni | Knut Andersen                          | norwegischer Filmregisseur, Drehbuchautor, Schauspieler und Filmeditor                             | 88    |                         |
| 17. Juni | Herbert Asbeck                         | deutscher Schriftsteller                                                                           | 83    |                         |
| 17. Juni | Michael Baier                          | deutscher Drehbuchautor                                                                            | 78    |                         |
| 17. Juni | Jerome Chen                            | chinesisch-kanadischer Historiker                                                                  | 99    |                         |
| 17. Juni | Barbara Erdmann                        | deutsche Künstlerin                                                                                | 89    |                         |
| 17. Juni | Moacyr Grechi                          | brasilianischer Erzbischof                                                                         | 83    |                         |
| 17. Juni | Friederike de Haas                     | deutsche Politikerin                                                                               | 74    |                         |
| 17. Juni | Albrecht Hertz-Eichenrode              | deutscher Investor                                                                                 | 75    |                         |
| 17. Juni | Zbigniew Horbowy                       | polnischer Künstler und Industrie-Designer                                                         | 83    |                         |
| 17. Juni | Henning Kühnle                         | deutscher Gynäkologe                                                                               | 76    |                         |
| 17. Juni | Eric Lindroth                          | US-amerikanischer Wasserballspieler                                                                | 67    |                         |
| 17. Juni | Mohammed Mursi                         | ägyptischer Politiker                                                                              | 67    |                         |
| 17. Juni | Pierre Pardoën                         | französischer Radrennfahrer                                                                        | 88    |                         |
| 17. Juni | Clemens C. J. Roothaan                 | niederländischer Physiker, Chemiker und Computer-Architekt                                         | 100   |                         |
| 17. Juni | Robert Therrien                        | US-amerikanischer Bildhauer                                                                        | 71    |                         |
| 17. Juni | Stelios Vamvakaris                     | griechischer Rembetiko-Musiker                                                                     | 72    |                         |
| 17. Juni | Gloria Vanderbilt                      | US-amerikanische Schauspielerin, Malerin, Designerin und Schriftstellerin                          | 95    |                         |
| 17. Juni | Henk Vonk                              | niederländischer Fußballtrainer                                                                    | 77    |                         |
| 17. Juni | Christian Wägli                        | Schweizer Leichtathlet                                                                             | 84    |                         |
| 16. Juni | Frederick Andermann                    | kanadischer Neurologe und Epileptologe                                                             | 88    |                         |
| 16. Juni | Alan Brinkley                          | US-amerikanischer Historiker                                                                       | 70    |                         |
| 16. Juni | Bishop Bullwinkle                      | US-amerikanischer Pastor und Sänger                                                                | 70    |                         |
| 16. Juni | Wolfgang Danne                         | deutscher Eiskunstläufer                                                                           | 77    |                         |
| 16. Juni | Paulino do Livramento Évora            | kapverdischer Bischof                                                                              | 87    |                         |
| 16. Juni | Charles Ginnever                       | US-amerikanischer Bildhauer                                                                        | 87    |                         |
| 16. Juni | Hildegund Gropengiesser                | deutsche Archäologin                                                                               | 91    |                         |
| 16. Juni | Erzsébet Gulyás-Köteles                | ungarische Turnerin                                                                                | 94    |                         |
| 16. Juni | Chanchal Lahiri                        | indischer Zauberkünstler                                                                           | ≈40   |                         |
| 16. Juni | Steve Maaranen                         | US-amerikanischer Radrennfahrer                                                                    | 62    |                         |
| 16. Juni | Suzan Pitt                             | US-amerikanische Animatorin                                                                        | 75    |                         |
| 16. Juni | Jochen Pommert                         | deutscher Journalist                                                                               | 90    |                         |
| 16. Juni | Hans Hermann Seiler                    | deutscher Rechtswissenschaftler                                                                    | 89    |                         |
| 16. Juni | Francine Shapiro                       | US-amerikanische Literaturwissenschaftlerin und Psychologin                                        | 71    |                         |
| 16. Juni | Rolf von Sydow                         | deutscher Regisseur und Autor                                                                      | 94    |                         |
| 16. Juni | Charles Wyrsch                         | Schweizer Maler, Zeichner und Grafiker                                                             | 98    |                         |
| 15. Juni | Bob Dorian                             | US-amerikanischer Fernsehmoderator                                                                 | 85    |                         |
| 15. Juni | David Esterly                          | US-amerikanischer Holzbildhauer                                                                    | 75    |                         |
| 15. Juni | Marta Harnecker                        | chilenische Publizistin                                                                            | 82    |                         |
| 15. Juni | Wilhelm Holzbauer                      | österreichischer Architekt                                                                         | 88    |                         |
| 15. Juni | Beda Humbel                            | Schweizer Politiker                                                                                | 85    |                         |
| 15. Juni | Susannah Hunnewell                     | US-amerikanische Verlegerin                                                                        | 52    |                         |
| 15. Juni | Kevin Killian                          | US-amerikanischer Autor, Dichter und Dramatiker                                                    | 66    |                         |
| 15. Juni | Heinrich Lummer                        | deutscher Politiker                                                                                | 86    |                         |
| 15. Juni | Karlheinz Miklin                       | österreichischer Jazzmusiker                                                                       | 72    |                         |
| 15. Juni | Charles Reich                          | US-amerikanischer Soziologe und Publizist                                                          | 91    |                         |
| 15. Juni | Josef Rieder                           | österreichischer Skirennläufer und Arzt                                                            | 86    |                         |
| 15. Juni | Beatriz Salomón                        | argentinische Schauspielerin                                                                       | 65    |                         |
| 15. Juni | Paulo Alves Sarmento                   | osttimoresischer Politiker                                                                         | 62    |                         |
| 15. Juni | Stojan Velkovski                       | jugoslawischer Fußballspieler                                                                      | 85    |                         |
| 15. Juni | Franco Zeffirelli                      | italienischer Film- und Opernregisseur                                                             | 96    |                         |
| 14. Juni | Laura Almerich i Santacreu             | spanische Konzertgitarristin                                                                       | 78    |                         |
| 14. Juni | Maurice Bénichou                       | französischer Schauspieler                                                                         | 76    |                         |
| 14. Juni | Roger Béteille                         | französischer Luftfahrtunternehmer                                                                 | 97    |                         |
| 14. Juni | Pavlos Dionyssopoulos                  | griechischer Collage- und Plakatkünstler, Bildhauer und Maler                                      | 89    |                         |
| 14. Juni | Juli Jewgenjewitsch Galperin           | russischer Pianist und Komponist                                                                   | 73    |                         |
| 14. Juni | André Midani                           | brasilianischer Musikproduzent                                                                     | 86    |                         |
| 14. Juni | Joseph Sambrook                        | britisch-australischer Molekularbiologe und Krebsforscher                                          | 80    |                         |
| 14. Juni | Hasso Schreck                          | deutscher Architekt                                                                                | 92    |                         |
| 15. Juni | Neville Tong                           | britischer Radrennfahrer                                                                           | 75    |                         |
| 14. Juni | Ebert Van Buren                        | US-amerikanischer American-Football-Spieler                                                        | 94    |                         |
| 14. Juni | James B. Wyngaarden                    | US-amerikanischer Mediziner                                                                        | 94    |                         |
| 13. Juni | Pat Bowlen                             | US-amerikanischer Unternehmer                                                                      | 75    |                         |
| 13. Juni | Otto Dufter                            | deutscher Trachtenfunktionär                                                                       | 84    |                         |
| 13. Juni | Pierre DuMaine                         | US-amerikanischer Bischof                                                                          | 87    |                         |
| 13. Juni | Martin Gabi                            | deutscher Maschinenbauingenieur                                                                    | 67    |                         |
| 13. Juni | Nature Ganganbaigal                    | chinesisch-mongolisch-amerikanischer Musiker, Produzent und Komponist                              | 29    |                         |
| 13. Juni | Sergio Gendler                         | argentinischer Sportjournalist                                                                     | 53    |                         |
| 13. Juni | Peter Gerlich                          | österreichischer Politikwissenschaftler                                                            | 79    |                         |
| 13. Juni | Edith González                         | mexikanische Schauspielerin und Tänzerin                                                           | 54    |                         |
| 13. Juni | Şeref Has                              | türkischer Fußballspieler und -funktionär                                                          | 82    |                         |
| 13. Juni | Licelott Hoffiz de Barrio              | dominikanische Diplomatin und Politikerin                                                          | 80    |                         |
| 13. Juni | Paul Gerhard Klussmann                 | deutscher Germanist                                                                                | 96    |                         |
| 13. Juni | William Loverd                         | US-amerikanischer Literaturförderer                                                                | 78    |                         |
| 13. Juni | Jürgen Lutz                            | deutscher Kampfsportler                                                                            | ≈67   |                         |
| 13. Juni | Reinhard Mennicken                     | deutscher Mathematiker                                                                             | 84    |                         |
| 13. Juni | Rosario Parmegiani                     | italienischer Wasserballspieler                                                                    | 82    |                         |
| 13. Juni | Joyce Pensato                          | US-amerikanische Malerin                                                                           | 77    |                         |
| 13. Juni | Jiří Pospíšil                          | tschechoslowakischer Basketballspieler                                                             | 68    |                         |
| 13. Juni | Heinrich Reichert                      | Schweizer Neurobiologe                                                                             | 69    |                         |
| 13. Juni | Otto Schärpf                           | deutscher Physiker                                                                                 | 89    |                         |
| 13. Juni | Loup Verlet                            | französischer Physiker                                                                             | 88    |                         |
| 13. Juni | Steen Olaf Welding                     | deutscher Philosoph                                                                                | 82    |                         |
| 13. Juni | Wilhelm Wieben                         | deutscher Fernsehmoderator, Schauspieler und Autor                                                 | 84    |                         |
| 13. Juni | Charles Wilson                         | kanadischer Komponist, Chorleiter und Musikpädagoge                                                | 88    |                         |
| 12. Juni | Garnik Badaljan                        | armenischer Diplomat                                                                               | 61    |                         |
| 12. Juni | Léon Kalenga Badikebele                | kongolesischer Erzbischof                                                                          | 62    |                         |
| 12. Juni | Gary Burrell                           | US-amerikanischer Unternehmer und Philanthrop                                                      | 81    |                         |
| 12. Juni | Armand De Decker                       | belgischer Politiker                                                                               | 70    |                         |
| 12. Juni | Rick DeMarinis                         | US-amerikanischer Autor                                                                            | 85    |                         |
| 12. Juni | Ernst Dieter Gilles                    | deutscher Regelungstechniker                                                                       | 84    |                         |
| 12. Juni | Chris Lee                              | kanadischer Eishockeytrainer                                                                       | 39    |                         |
| 12. Juni | Wilbert J. McKeachie                   | US-amerikanischer Psychologe                                                                       | 97    |                         |
| 12. Juni | Sylvia Miles                           | US-amerikanische Schauspielerin                                                                    | 94    |                         |
| 12. Juni | Elfriede Ott                           | österreichische Schauspielerin, Sängerin und Regisseurin                                           | 94    |                         |
| 12. Juni | Johann Peisl                           | deutscher Physiker                                                                                 | 85    |                         |
| 12. Juni | Christa Rötting                        | deutsche Künstlerin                                                                                | 89    |                         |
| 12. Juni | Igor Solopov                           | russisch-estnischer Tischtennisspieler                                                             | 58    |                         |
| 12. Juni | Javiera Suárez                         | chilenische Journalistin                                                                           | 36    |                         |
| 12. Juni | Luke Thompson                          | US-amerikanischer Bluegrass-Musiker und Instrumentenbauer                                          | 91    |                         |
| 11. Juni | Helmut Bark                            | deutscher Judoka                                                                                   | 92    |                         |
| 11. Juni | Carl Bertelsen                         | dänischer Fußballspieler                                                                           | 81    |                         |
| 11. Juni | Alfred Burger                          | deutscher Komponist und Musikverleger                                                              | 89    |                         |
| 11. Juni | José Francisco Miró Quesada Cantuarias | peruanischer Philosoph, Journalist und Politiker                                                   | 100   |                         |
| 11. Juni | Ruben de Carvalho                      | portugiesischer Politiker, Kulturveranstalter, Historiker und Journalist                           | 74    |                         |
| 11. Juni | Martin S. Feldstein                    | US-amerikanischer Wirtschaftswissenschaftler                                                       | 79    |                         |
| 11. Juni | Gabriele Grunewald                     | US-amerikanische Leichtathletin                                                                    | 32    |                         |
| 11. Juni | Ernst Hofmann                          | deutscher Ethnograph                                                                               | 74    |                         |
| 11. Juni | Hans Jäger                             | deutscher Fußballspieler                                                                           | 81    |                         |
| 11. Juni | Andreas Koechert                       | deutscher Ethnologe                                                                                | ≈69   |                         |
| 11. Juni | Sergei Krjukow                         | russischer Diplomat                                                                                | 59    |                         |
| 11. Juni | Dennis Lippert                         | deutscher Motorradrennfahrer                                                                       | 23    |                         |
| 11. Juni | Gabie Loh                              | deutsche Sängerin, Tonmeisterin und Pianistin                                                      | 55    |                         |
| 11. Juni | Billy McKee                            | nordirischer Republikaner und Paramilitär                                                          | 97    |                         |
| 11. Juni | Lilija Nowikowa                        | russische Pokerspielerin                                                                           | 26    |                         |
| 11. Juni | Steven D. Scott                        | kanadischer Geologe                                                                                | ≈78   |                         |
| 11. Juni | Karl-Heinz Verbeek                     | deutscher Musiker                                                                                  | 57    |                         |
| 10. Juni | Martin Herb                            | deutscher Jurist                                                                                   | 89    |                         |
| 10. Juni | R. V. Janakiraman                      | indischer Politiker                                                                                | 78    |                         |
| 10. Juni | Girish Karnad                          | indischer Schauspieler, Dramatiker und Filmemacher                                                 | 81    |                         |
| 10. Juni | Harold Lawson                          | US-amerikanischer Informatiker                                                                     | 81    |                         |
| 10. Juni | Lee Hee-ho                             | südkoreanische Friedensaktivistin und Präsidentengattin                                            | 96    |                         |
| 10. Juni | Ib Nørholm                             | dänischer Komponist                                                                                | 88    |                         |
| 10. Juni | José Aurelio Rozo Gutiérrez            | kolumbianischer Bischof                                                                            | 86    |                         |
| 10. Juni | Sven-David Sandström                   | schwedischer Komponist                                                                             | 76    |                         |
| 10. Juni | Paul Schauer                           | österreichischer Schwimmsportfunktionär                                                            | 72    |                         |
| 10. Juni | Paul Sinegal                           | US-amerikanischer Zydeco- und Blues-Musiker                                                        | 72    |                         |
| 10. Juni | Heinz Volland                          | deutscher Offizier                                                                                 | 98    |                         |
| 10. Juni | Peter Whitehead                        | britischer Filmemacher und Schriftsteller                                                          | 82    |                         |
| 9. Juni  | Elizabeth Barrett-Connor               | US-amerikanische Medizinerin                                                                       | 84    |                         |
| 9. Juni  | Yves Bot                               | französischer Jurist                                                                               | 71    |                         |
| 9. Juni  | Bushwick Bill                          | US-amerikanischer Rapper                                                                           | 52    |                         |
| 9. Juni  | Fritz Ullrich Fack                     | deutscher Journalist                                                                               | 89    |                         |
| 9. Juni  | Erich Iltgen                           | deutscher Politiker                                                                                | 78    |                         |
| 9. Juni  | Oskar Kohlhauser                       | österreichischer Fußballspieler                                                                    | 84    |                         |
| 9. Juni  | Rafael Miguel                          | brasilianischer Schauspieler                                                                       | 22    |                         |
| 9. Juni  | Holger Müller                          | deutscher Politiker                                                                                | 71    |                         |
| 9. Juni  | Jim Pike                               | US-amerikanischer Sänger                                                                           | 82    |                         |
| 9. Juni  | Ann Roniger                            | US-amerikanische Leichtathletin                                                                    | 76    |                         |
| 9. Juni  | Monique R. Siegel                      | Schweizer Wirtschaftsberaterin und Wirtschaftsethikerin                                            | 80    |                         |
| 9. Juni  | Peter H. Starke                        | deutscher Informatiker                                                                             | 81    |                         |
| 8. Juni  | Abdul Baset Al-Sarout                  | syrischer Fußballspieler und Widerstandskämpfer                                                    | 27    |                         |
| 8. Juni  | Lucho Avilés                           | uruguayisch-argentinischer Fernsehmoderator und Journalist                                         | 81    |                         |
| 8. Juni  | Herbert Batliner                       | liechtensteinischer Jurist, Politiker, Treuhänder und Kunstsammler                                 | 90    |                         |
| 8. Juni  | Guy Bois                               | französischer Historiker                                                                           | 84    |                         |
| 8. Juni  | Ernst Brauner                          | österreichischer Schriftsteller                                                                    | 90    |                         |
| 8. Juni  | Jorge Brovetto                         | uruguayischer Politiker                                                                            | 86    |                         |
| 8. Juni  | Adelaide McGuinn Cromwell              | US-amerikanische Soziologin                                                                        | 99    |                         |
| 8. Juni  | Truus Coumans                          | niederländische Bildhauerin                                                                        | 88    |                         |
| 8. Juni  | Norman Dewis                           | britischer Automobiltestfahrer und Ingenieur                                                       | 98    |                         |
| 8. Juni  | Justin Edinburgh                       | englischer Fußballspieler und -trainer                                                             | 49    |                         |
| 8. Juni  | Jerry Gollub                           | US-amerikanischer Physiker                                                                         | 74    |                         |
| 8. Juni  | Lazar Gosman                           | sowjetisch-US-amerikanischer Violinist                                                             | 93    |                         |
| 8. Juni  | Frances Gouda                          | niederländische Historikerin                                                                       | 69    |                         |
| 8. Juni  | Helmut Haid                            | österreichischer Leichtathlet                                                                      | 80    |                         |
| 8. Juni  | Louis Hänni                            | Schweizer Berufsschullehrer und Lokalhistoriker                                                    | 92    |                         |
| 8. Juni  | Karl Hurm                              | deutscher Maler                                                                                    | 88    |                         |
| 8. Juni  | Renée Le Calm                          | französische Schauspielerin                                                                        | 100   |                         |
| 8. Juni  | Andre Matos                            | brasilianischer Rockmusiker                                                                        | 47    |                         |
| 8. Juni  | Gerlind Reinshagen                     | deutsche Schriftstellerin                                                                          | 93    |                         |
| 8. Juni  | Stefano Li Si-de                       | chinesischer Bischof                                                                               | 92    |                         |
| 8. Juni  | Alois Strickler                        | Schweizer Bergsteiger                                                                              | 94    |                         |
| 8. Juni  | Eberhard Vaubel                        | deutscher Leichtathlet und Sportjournalist                                                         | 84    |                         |
| 7. Juni  | Ryszard Bugajski                       | polnischer Filmregisseur                                                                           | 76    |                         |
| 7. Juni  | Reto Gloor                             | Schweizer Comiczeichner                                                                            | 56    |                         |
| 7. Juni  | Andrea Hilgers                         | deutsche Politikerin                                                                               | 56    |                         |
| 7. Juni  | Fernando Mansilla                      | spanischer Musiker, Schriftsteller und Dramaturg                                                   | ≈54   |                         |
| 7. Juni  | Erik Norström                          | schwedischer Jazzmusiker                                                                           | 83    |                         |
| 7. Juni  | Max Rüedi                              | Schweizer Kunstmaler                                                                               | 94    |                         |
| 7. Juni  | Narciso Ibañez Serrador                | spanischer Film- und Fernsehregisseur                                                              | 83    |                         |
| 7. Juni  | Elżbieta Porzec                        | polnische Volleyballspielerin                                                                      | 74    |                         |
| 7. Juni  | Jeremy P. Richards                     | britischer Geologe                                                                                 | 58    |                         |
| 7. Juni  | Tony Rodham                            | US-amerikanischer Unternehmer und Politikberater                                                   | 65    |                         |
| 7. Juni  | Robbin Thorp                           | US-amerikanischer Entomologe                                                                       | 85    |                         |
| 7. Juni  | Wolfgang Weidlich                      | deutscher Verleger                                                                                 | 90    |                         |
| 6. Juni  | Sanija Afsametdinowa                   | sowjetische bzw. ukrainische Architektin                                                           | 94    |                         |
| 6. Juni  | Fernando Aínsa                         | spanisch-uruguayischer Schriftsteller                                                              | 81    |                         |
| 6. Juni  | Manfred Barthel                        | deutscher Paläontologe und Museumsleiter                                                           | 85    |                         |
| 6. Juni  | Gisela Brinker-Gabler                  | deutsche Literaturwissenschaftlerin                                                                | 74    |                         |
| 6. Juni  | John Gunther Dean                      | US-amerikanischer Diplomat                                                                         | 93    |                         |
| 6. Juni  | Erich Doll                             | deutscher Musiker                                                                                  | 70    |                         |
| 6. Juni  | Peter Doyé                             | deutscher Anglist und Sprachdidaktiker                                                             | 92    |                         |
| 6. Juni  | Dr. John                               | US-amerikanischer Musiker                                                                          | 77    |                         |
| 6. Juni  | Geoff Lees                             | englischer Fußballspieler                                                                          | 85    |                         |
| 6. Juni  | Rolf Maurer                            | Schweizer Radsportler                                                                              | 81    |                         |
| 6. Juni  | Raymond E. Miller                      | US-amerikanischer Informatiker                                                                     | 90    |                         |
| 6. Juni  | Jurij Muschketyk                       | ukrainischer Schriftsteller                                                                        | 90    |                         |
| 6. Juni  | Schubert Miles Ogden                   | US-amerikanischer Theologe                                                                         | 91    |                         |
| 6. Juni  | Bolesław Pylak                         | polnischer Erzbischof                                                                              | 97    |                         |
| 6. Juni  | Hans Riehl                             | deutscher Historiker und Journalist                                                                | 83    |                         |
| 6. Juni  | Carl Schell                            | Schweizer Schauspieler                                                                             | 91    |                         |
| 6. Juni  | Seiko Tanabe                           | japanische Schriftstellerin                                                                        | 91    |                         |
| 5. Juni  | Hans Bauer                             | deutscher Mediziner                                                                                | 93    |                         |
| 5. Juni  | Heinrich Beck                          | deutscher Philologe                                                                                | 90    |                         |
| 5. Juni  | Jürgen Bornemann                       | deutscher General                                                                                  | 69    |                         |
| 5. Juni  | Jan Ehlers                             | deutscher Politiker                                                                                | 80    |                         |
| 5. Juni  | Wolfram Eicke                          | deutscher Schriftsteller und Liedermacher                                                          | 63    |                         |
| 5. Juni  | Gernot Hertel                          | deutscher Schauspieler                                                                             | 78    |                         |
| 5. Juni  | Leo Houtsonen                          | finnischer Fußballspieler                                                                          | 60    |                         |
| 5. Juni  | Rosemarie Isopp                        | österreichische Radiomoderatorin                                                                   | 91    |                         |
| 5. Juni  | Alejandro Jadresic                     | chilenischer Wirtschaftswissenschaftler und Politiker                                              | 62    |                         |
| 5. Juni  | Wolfgang Janke                         | deutscher Philosoph                                                                                | 91    |                         |
| 5. Juni  | Robert Kisilevsky                      | kanadischer Pathologe und Biochemiker                                                              | 81    |                         |
| 5. Juni  | Wilfried Kohlars                       | deutscher Fußballspieler                                                                           | 79    |                         |
| 5. Juni  | Luis Luján                             | argentinischer Schriftsteller, Musiker und Bibliothekar                                            | 65    |                         |
| 5. Juni  | Friedrich Meckseper                    | deutscher Maler, Grafiker, Zeichner und Konstrukteur                                               | 82    |                         |
| 5. Juni  | Fernando de la Morena                  | spanischer Flamenco-Sänger                                                                         | 74    |                         |
| 5. Juni  | Helmut Nickel                          | deutscher Kunsthistoriker, Comiczeichner und -autor                                                | 95    |                         |
| 5. Juni  | C. O. Paeffgen                         | deutscher Maler und Bildhauer                                                                      | 85    |                         |
| 5. Juni  | Herbert Sandler                        | US-amerikanischer Bankier und Mäzen                                                                | 87    |                         |
| 5. Juni  | Elio Sgreccia                          | italienischer Kardinal                                                                             | 90    |                         |
| 5. Juni  | Gabriela Velasco                       | chilenische Fernsehmoderatorin und Schauspielerin                                                  | 76    |                         |
| 4. Juni  | Christoph Brückner                     | deutscher Arbeitsmediziner                                                                         | 89    |                         |
| 4. Juni  | Geevarghese Timotheos Chundevalel      | indischer Bischof                                                                                  | 91    |                         |
| 4. Juni  | Emerson Cole                           | US-amerikanischer American-Football-Spieler                                                        | 91    |                         |
| 4. Juni  | Léonard Dhejju                         | kongolesischer Bischof                                                                             | 88    |                         |
| 4. Juni  | Billy Gabor                            | US-amerikanischer Basketballspieler                                                                | 97    |                         |
| 4. Juni  | Nicole Gerlach                         | österreichische Grasskiläuferin                                                                    | 25    |                         |
| 4. Juni  | Milton M. Gordon                       | US-amerikanischer Soziologe                                                                        | 100   |                         |
| 4. Juni  | Robin Herd                             | britischer Ingenieur und Rennwagenkonstrukteur                                                     | 80    |                         |
| 4. Juni  | Ishizaka Teruko                        | japanische Immunologin                                                                             | 92    |                         |
| 4. Juni  | Lennart Johansson                      | schwedischer Fußballfunktionär                                                                     | 89    |                         |
| 4. Juni  | Juri Kagan                             | sowjetischer bzw. russischer Physiker                                                              | 90    |                         |
| 4. Juni  | Karin Kestner                          | deutsche Gebärdensprachdolmetscherin                                                               | 63    |                         |
| 4. Juni  | Connor Law                             | britischer Boxer                                                                                   | 26    |                         |
| 4. Juni  | Kenneth Northcott                      | britisch-US-amerikanischer Germanist und Übersetzer                                                | 96    |                         |
| 4. Juni  | Johann Pfanzagl                        | österreichischer Mathematiker                                                                      | 90    |                         |
| 4. Juni  | Nechama Rivlin                         | israelische Präsidentengattin                                                                      | 73    |                         |
| 4. Juni  | Albert Rohan                           | österreichischer Diplomat                                                                          | 83    |                         |
| 4. Juni  | Barend Schuurman                       | niederländischer Chorleiter und Musikpädagoge                                                      | 81    |                         |
| 4. Juni  | John Sumner                            | kanadischer Jazzmusiker                                                                            | 76    |                         |
| 4. Juni  | Peter Warneck                          | deutscher Physikochemiker                                                                          | 91    |                         |
| 4. Juni  | Laurel L. Wilkening                    | US-amerikanische Planetenforscherin                                                                | 74    |                         |
| 3. Juni  | Johan Albert Ankum                     | niederländischer Rechtswissenschaftler und Rechtshistoriker                                        | 88    |                         |
| 3. Juni  | André Bertrand                         | kanadischer Skirennläufer                                                                          | 88    |                         |
| 3. Juni  | Agustina Bessa-Luís                    | portugiesische Schriftstellerin                                                                    | 96    |                         |
| 3. Juni  | Ellen Bree Burns                       | US-amerikanische Juristin                                                                          | 95    |                         |
| 3. Juni  | Roy Cruttenden                         | britischer Leichtathlet                                                                            | 94    |                         |
| 3. Juni  | Paul Darrow                            | britischer Schauspieler                                                                            | 78    |                         |
| 3. Juni  | Julian Euell                           | US-amerikanischer Jazzmusiker und Soziologe                                                        | 90    |                         |
| 3. Juni  | Fabrizio Fabbri                        | italienischer Radrennfahrer                                                                        | 70    |                         |
| 3. Juni  | Guy François                           | haitianischer Fußballspieler                                                                       | 71    |                         |
| 3. Juni  | Makoto Fujiwara                        | japanischer Steinbildhauer                                                                         | 81    |                         |
| 3. Juni  | Ruma Guha Thakurta                     | indische Schauspielerin und Sängerin                                                               | 84    |                         |
| 3. Juni  | Siegfried-Hermann Hirsch               | deutscher Verleger und Autor                                                                       | 74    |                         |
| 3. Juni  | Jurica Jerković                        | jugoslawischer Fußballspieler                                                                      | 69    |                         |
| 3. Juni  | Bo Leibowitz                           | US-amerikanischer Hörfunkmoderator                                                                 | 74    |                         |
| 3. Juni  | Daley Mathison                         | britischer Motorradrennfahrer                                                                      | 27    |                         |
| 3. Juni  | Woizlawa-Feodora Prinzessin Reuß       | deutsche Angehörige des Hauses Mecklenburg-Schwerin                                                | 100   |                         |
| 3. Juni  | Semjon Rosenfeld                       | israelischer Holocaustüberlebender                                                                 | 96    |                         |
| 3. Juni  | János Térey                            | ungarischer Dichter und Schriftsteller                                                             | 48    |                         |
| 3. Juni  | Stanley Tigerman                       | US-amerikanischer Architekt, Designer und Architekturtheoretiker                                   | 88    |                         |
| 3. Juni  | Hagen Tronnier                         | deutscher Mediziner                                                                                | 94    |                         |
| 3. Juni  | Bernd Wieland                          | deutscher Automobiljournalist                                                                      | 59    |                         |
| 2. Juni  | Stephan Becker                         | deutscher Psychoanalytiker                                                                         | 69    |                         |
| 2. Juni  | Yannick Bellon                         | französische Filmregisseurin und -editorin                                                         | 95    |                         |
| 2. Juni  | Piet Botha                             | südafrikanischer Rockmusiker                                                                       | 63    |                         |
| 2. Juni  | Hans-Herbert Brintzinger               | deutscher Chemiker                                                                                 | 84    |                         |
| 2. Juni  | Gerhard Bruch                          | deutscher Politiker                                                                                | 83    |                         |
| 2. Juni  | Donald M. Fraser                       | US-amerikanischer Politiker                                                                        | 95    |                         |
| 2. Juni  | Peter Furth                            | deutscher Philosoph                                                                                | 88    |                         |
| 2. Juni  | Heinrich Wilhelm Kruse                 | deutscher Jurist                                                                                   | 87    |                         |
| 2. Juni  | Lawrence Leathers                      | US-amerikanischer Jazzmusiker                                                                      | 37    |                         |
| 2. Juni  | Walter Lübcke                          | deutscher Politiker                                                                                | 65    |                         |
| 2. Juni  | Ken Matthews                           | britischer Leichtathlet                                                                            | 84    |                         |
| 2. Juni  | Lowell North                           | US-amerikanischer Segler und Unternehmer                                                           | 89    |                         |
| 2. Juni  | Noa Pothoven                           | niederländische Aktivistin und Autorin                                                             | 17    |                         |
| 2. Juni  | Klaus G. Renner                        | deutscher Verleger                                                                                 | 69    |                         |
| 2. Juni  | Bruno Riedl                            | österreichischer Orgelbauer                                                                        | 82    |                         |
| 2. Juni  | Alan Rollinson                         | britischer Automobilrennfahrer                                                                     | 76    |                         |
| 2. Juni  | Hans-Christof Stenzel                  | deutscher Filmregisseur und Drehbuchautor                                                          | 84    |                         |
| 2. Juni  | Robert Wieschemann                     | deutscher Jurist und Fußballfunktionär                                                             | 80    |                         |
| 2. Juni  | Tsuruko Yamazaki                       | japanische Künstlerin                                                                              |       |                         |
| 1. Juni  | Günter Biemer                          | deutscher Theologe                                                                                 | 89    |                         |
| 1. Juni  | Alfred Büchel                          | Schweizer Betriebswissenschaftler                                                                  | 94    |                         |
| 1. Juni  | Lee Shin Cheng                         | malaysischer Unternehmer                                                                           | 79    |                         |
| 1. Juni  | Karel Adriaan Deurloo                  | niederländischer Theologe                                                                          | 83    |                         |
| 1. Juni  | Nikola Dinew                           | bulgarischer Ringer                                                                                | 65    |                         |
| 1. Juni  | Romek Hanzlík                          | tschechischer Musiker, Musikproduzent und Fotograf                                                 | 57    |                         |
| 1. Juni  | Stephen Heilmann                       | grönländischer Politiker und Journalist                                                            | 77    |                         |
| 1. Juni  | Guido Kopp                             | deutscher Fußballspieler und -trainer                                                              | 53    |                         |
| 1. Juni  | Achim von Loesch                       | deutscher Bankier                                                                                  | 95    |                         |
| 1. Juni  | José Antonio Reyes                     | spanischer Fußballspieler                                                                          | 35    |                         |
| 1. Juni  | Werner Rudolph                         | deutscher Mediziner                                                                                | 91    |                         |
| 1. Juni  | Karl-Heinz Saretzki                    | deutscher Posaunenchorleiter und Redakteur                                                         | 76    |                         |
| 1. Juni  | Michel Serres                          | französischer Philosoph                                                                            | 88    |                         |
| 1. Juni  | Schanna Alexandrowna Suchopolskaja     | sowjetische bzw. russische Schauspielerin und Synchronsprecherin                                   | 87    |                         |
| 1. Juni  | Brian Taggert                          | US-amerikanischer Drehbuchautor                                                                    | 81    |                         |
| 1. Juni  | Harry C. Triandis                      | griechisch-US-amerikanischer Psychologe                                                            | 92    |                         |
| 1. Juni  | Fons van de Vijver                     | niederländischer Psychologe                                                                        | 66    |                         |
| 1. Juni  | Salvador Wood                          | kubanischer Schauspieler                                                                           | 90    |                         |

### Datum unbekannt
| Tag                             | Name                          | Beruf, bekannt als                  | Alter | Beleg |
| ------------------------------- | ----------------------------- | ----------------------------------- | ----- | ----- |
| Juni                            | Clare Proctor                 | australische Tennisspielerin        | ≈96   |       |
| Ende Juni                       | Willy Schnitzler              | deutscher Musiker                   | 67    |       |
| Tod bekannt gegeben am 14. Juni | Guenter Treitel               | britischer Rechtswissenschaftler    | 90    |       |
| Tod bekannt gegeben am 13. Juni | Simplício dos Santos Mendonça | osttimoresischer Verwaltungsbeamter | 40    |       |